# Aimé-Charles-Julien Delarue de la Gréardière
Pour les articles homonymes, voir Delarue.
Aimé-Charles-Julien, baron Delarue de la Gréardière (15 novembre 1769 - Condé-sur-Noireau ✝ 19 octobre 1816), était un marin français des XVIIIe et XIXe siècles.

## Biographie
Il est né et baptisé le 15 novembre 1769 à Condé-sur-Noireau, paroisse Saint-Sauveur, sous le nom de Aimé Marie Julien Desrues. Ses parents, Julien Pierre Desrues et Anne Lecler, s'étaient mariés dans la même ville le 17 février 1767, l'époux signant alors clairement Desrues.
Entré dans la marine militaire le 1er janvier 1784 en qualité d'aspirant, il passa par tous les grades et devint capitaine de vaisseau au mois de frimaire an VIII.
Il fit à différentes époques plusieurs voyages aux Indes, fut employé sur la flotte expéditionnaire d'Égypte, dirigea le débarquement général dans l'anse du Marabout, et commanda la frégate Muiron qui ramena Napoléon Bonaparte en France. Après avoir réussi à éviter la flotte anglaise qui l'attendait en Méditerranée, il parvint à rejoindre la rade de Fréjus.
En l'an VIII, il prit le commandement du Marengo, fut envoyé de nouveau aux Indes orientales, et nommé membre, puis officier de la Légion d'honneur le 25 prairial an XII.
On ignore ce qu'il est devenu.
Delarue épouse en 1801 Amélie Fanny Gabrielle (1784 ✝ décembre 1812), fille unique de Jacques-Noël Sané, dont il eut 3 filles.

## Titres
- Baron Delarue de la Gréardière et de l'Empire (9 mai 1811).

## Décorations
- Légion d'honneur :
  - Légionnaire (février 1804), puis,
  - Officier de la Légion d'honneur (25 prairial an XII (14 juin 1804)).

## Armoiries
| Figure | Blasonnement |
|        | Armes du baron Delarue de la Gréardière et de l'Empire Écartelé : au 1, d'azur, à trois étoiles mal-ordonnées, la première d'or, rayonnante de gueules, et les deux autres d'argent ; au 2, du quartier des Barons militaires de l'Empire ; au 3, d'or, à une tour de sable sur un rocher issante d'une eau, le tout au naturel ; au 4, de sinople, à une colombe d'argent, volante au-dessus d'un mont du même, soutenu d'une terrasse de sable. |